# Jack Ma

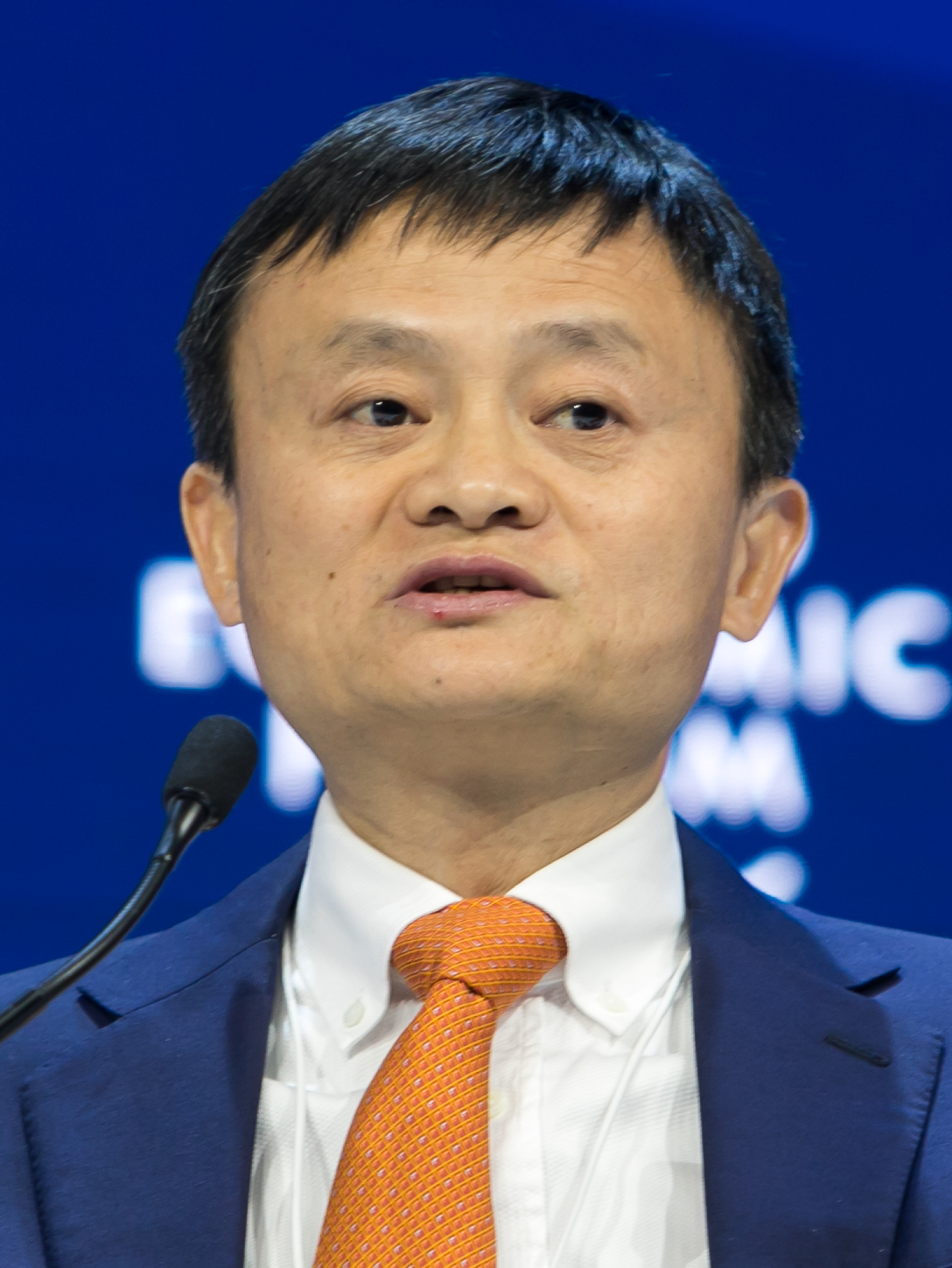
Jack Ma – auf dem 48. Jahrestreffen des Weltwirtschaftsforums 2018

Jack Ma (chinesisch 馬雲 / 马云, Pinyin Mǎ Yún; * 10. September 1964 in Hangzhou, China) ist ein chinesischer Unternehmer. Er ist der Gründer und langjährige Chef der Alibaba Group, einer Gruppe von erfolgreichen Internet-Unternehmen. Er war als erster Festland-Chinese auf dem Titel des Forbes-Magazins abgebildet. Nach seinem offensichtlich von der chinesischen Staatsführung erzwungenen Rückzug aus dem Wirtschaftsleben im Herbst 2020 trat Ma zuletzt vor allem als Gastdozent an ausländischen Hochschulen in Erscheinung, unter anderem in Japan, Ruanda und Israel. Innerhalb der von ihm mitgegründeten Konzerne Alibaba und Alipay hat Ma nach dem Verkauf des Großteils seiner Aktien heute keine Mitsprache mehr.

## Leben
Jack Ma wurde in Hangzhou in der chinesischen Provinz Zhejiang geboren. Seine Eltern waren traditionelle Musiker und Geschichtenerzähler, die das traditionelle „Pingtan“ praktizierten. Ma fand früh Interesse daran, Englisch zu lernen, weshalb er jeden Morgen zu einem nahegelegenen Hotel fuhr, um dort mit Ausländern Englisch zu sprechen. Er führte sie über neun Jahre lang kostenlos durch die Stadt, um sein Englisch zu verbessern.
Später studierte Ma am Hangzhou Teacher’s Institute, heute als Hangzhou Normal University bekannt, obwohl er die Aufnahmeprüfung dreimal nicht bestand. Während seiner Studienzeit wurde Ma zum Vorsitzenden der Studenten gewählt. Während des Studiums lernte er seine Ehefrau Zhang Ying kennen. 1988 schloss er die Ausbildung mit einem Bachelor in Englisch ab und heiratete Ying.
Er wurde Dozent für Englisch und internationalen Handel und schrieb sich später in Peking an der Cheung Kong Graduate School of Business (CGSB) ein, wo er 2006 ebenfalls seinen Abschluss erhielt. Laut eigener Aussage bewarb sich Ma im Anschluss für 30 unterschiedliche Jobs und wurde für alle abgelehnt.
Als Stifter und Mäzen spendete Ma 2015 innerhalb eines Jahres 2,22 Milliarden Euro.

### Rückzug aus der Öffentlichkeit
Nachdem Jack Ma die Wirtschaftspolitik der chinesischen Staats- und Parteiführung im Oktober 2020 ungewöhnlich scharf kritisierte, trat er öffentlich nicht mehr in Erscheinung und veröffentlichte auch keine Tweets mehr. Insider vermuten, dass der Rückzug auf Druck der kommunistischen Staatsführung erfolgte. Auch bei einer im chinesischen Fernsehen übertragenen Casting-Show für Nachwuchsunternehmer wurde er aus der Jury entfernt. Nach seinem Rückzug aus dem Wirtschaftsleben trat Ma zuletzt vor allem als Gastdozent an ausländischen Hochschulen in Erscheinung, unter anderem in Japan, Ruanda und Israel.

## Unternehmerische Karriere

### Hangzhou Hope Translation Agency
Im Jahr 1994 gründete er nebenberuflich die Hangzhou Hope Translation Agency, in der er pensionierte Englischlehrer beschäftigte.

### China Pages
Im Jahr 1995 kam Ma erstmals mit einem Computer in Berührung, als er einen Freund in Seattle besuchte. Als sein Freund ihn motivierte, sich mit dem Computer vertraut zu machen, surfte Ma nach anfänglichem Zögern zum ersten Mal im Internet. Sein Freund veröffentlichte die Kontaktdaten seines Übersetzungsbüros und wenige Stunden später kamen erste Anfragen per E-Mail. Das Erlebnis inspirierte ihn dazu, sein erstes Internetunternehmen, China Pages, zu gründen. Als Anschubfinanzierung nutzte Ma private Ersparnisse und Kredite von Eltern und Verwandten.

### Alibaba
Im Jahr 1999 gründete Ma gemeinsam mit 16 Partnern, seiner Ehefrau und 60.000 US-Dollar Startkapital das Unternehmen Alibaba. Im Mai 2013 gab Ma den Vorstandsvorsitz der Alibaba Group an Lu Zhaoxi ab. Am 8. September 2018 gab Ma bekannt, an seinem 54. Geburtstag, am 10. September, Alibaba zu verlassen, um sich um Bildungsfragen zu kümmern. Er blieb jedoch noch ein Jahr länger und zog sich an seinem 55. Geburtstag zurück. Er will sich allgemein für gemeinnützige Zwecke einsetzen.
Im Januar 2023 wurde vermeldet, dass Jack Ma die „Kontrolle“ über die Ant Group abgegeben hat, obwohl diese ein Tochterunternehmen der Alibaba Group ist.

### ZhongAn
Jack Ma ist (zusammen mit u. a. Pony Ma von Tencent) Mitgründer der Online-Versicherungsgesellschaft ZhongAn.

## Trivia
- Laut eigener Aussage wählte Jack Ma den Unternehmensnamen Alibaba bei einer Pause in einem US-amerikanischen Straßencafé, weil der über alle Kulturen hinweg bekannt und geläufig ist. Zur Überprüfung dieser Annahme fragte er spontan 30 Passanten, ob ihnen der Name geläufig sei. Als alle ihm dies bestätigten, war seine Entscheidung gefallen.[15]
- Jack Ma ist Multimilliardär. Auf der vom Wirtschaftsmagazin Forbes 2024 veröffentlichten Liste der reichsten Personen der Welt belegt er Platz 70 mit einem geschätzten Vermögen von 24,3 Milliarden US-Dollar.[28]
- Beim Börsengang von Alibaba verzichtete Ma auf die Sitte, eine Glocke zu läuten. Weil sein Unternehmen den Kunden in den Mittelpunkt stelle, überließ er das Läuten acht Alibaba-Kunden – die Acht ist in der chinesischen Kultur eine Glückszahl.[29]
- Im Oktober 2015 holte der britische Premierminister David Cameron Ma in seinen Beraterstab.[30]
- Ma macht keinen Hehl daraus, dass sein Leben durch zahlreiche Rückschläge und Niederlagen geprägt war. In Interviews betont er u. a., dass er zehnmal an der Harvard University abgelehnt wurde.[12]
- Ma gilt als Fan der 996-Arbeitswoche.[31]
- Am 24. September 2014 sagte Ma in einem Interview, die Stärke der westlichen Gesellschaften sei ihren christlichen Wurzeln zuzuordnen, und es sei wichtig für China, ein positives Wertesystem einzusetzen, um die Folgen der Kulturrevolution zu überwinden.[32]
- Ma hat eine Vorliebe für Comic-Figuren und gibt seinen Mitarbeitern Kung-Fu-Spitznamen. Sein eigener Spitzname lautet „Feng Qingyang“, nach einer chinesischen Romanfigur, die als Schwertkämpfer zurückgezogen in den Bergen lebt und zu unvorhersehbaren Wutausbrüchen neigt.[12]

## Dokumentationen
- Crocodile in the Yangtze. Dokumentarfilm, USA, China, 2012, 75 min.